# Titanylsulfat
Titanylsulfat ist eine chemische Verbindung des Titans aus der Gruppe der Sulfate.

## Gewinnung und Darstellung
Titanylsulfat Monohydrat kann durch Reaktion von Titan(IV)-oxid mit konzentrierter Schwefelsäure gewonnen werden.
{\displaystyle \mathrm {TiO_{2}+2\ H_{2}SO_{4}\longrightarrow Ti(SO_{4})_{2}+2\ H_{2}O} }
{\displaystyle \mathrm {Ti(SO_{4})_{2}+2\ H_{2}O\longrightarrow TiOSO_{4}\cdot H_{2}O+H_{2}SO_{4}} }
Das Monohydrat erhält man bei der Einwirkung von Schwefelsäuresalzen von Titan(IV)-Verbindungen wie Titan(IV)-sulfat Ti(SO4)2 mit Wasser.
Die wasserfreie Form erhält man bei der Reaktion von Titan(IV)-chlorid mit konzentrierter Schwefelsäure, wobei die so erhaltene noch stark HCl-haltige Lösung im Vakuum von HCl befreit und getrocknet werden muss, da beim Eindampfen noch HCl-haltiger Lösungen gelbliche gelatinöse bzw. harzartige Massen ausfallen.
{\displaystyle \mathrm {TiCl_{4}+H_{2}SO_{4}+H_{2}O\longrightarrow TiOSO_{4}+4\ HCl} }
Bei Reaktion von Titan(IV)-oxid oder seinen Hydraten bildet sich mit konzentrierter Schwefelsäure ebenfalls Titanylsulfat. Bei Verwendung von 70 % Schwefelsäure bildet sich das leicht in Wasser lösliche Dihydrat.

## Eigenschaften
Titanylsulfat ist ein feuchtigkeitsempfindlicher weißer geruchloser Feststoff, der praktisch unlöslich in Wasser ist. Im Titanylsulfat liegen endlose Ti-O-Ti-O-Zickzack-Ketten vor, bei denen durch das Sulfat und (beim Hydrat) durch Wassermoleküle die Struktur vervollständigt wird. Titanylsulfat hat eine orthorhombische Kristallstruktur mit der Raumgruppe P212121 (Raumgruppen-Nr. 19). Das Monohydrat hat ebenfalls eine orthorhombische Kristallstruktur jedoch mit der Raumgruppe Pmn21 (Nr. 31) und wandelt sich bei 350 °C in die wasserfreie Form um. Diese zersetzt sich bei 500 °C.

## Verwendung
Titanylsulfat wird als Nachweisreagenz für Wasserstoffperoxid und Titan verwendet, da sich bei dessen Anwesenheit das intensiv orangegelb gefärbte Peroxotitanyl-Ion (TiO2)2+ bildet. Dieser Nachweis ist sehr empfindlich und es lassen sich schon Spuren von Wasserstoffperoxid nachweisen. Es entsteht auch als Zwischenprodukt beim Sulfatverfahren zur Herstellung von Titandioxid.